# Font periodística
Per font periodística s'entén tot aquell emissor de dades de què se serveix el professional dels mitjans de comunicació per elaborar el discurs narratiu del seu producte informatiu. És qualsevol entitat, persona, fet o document que proveeix d'informació al periodista perquè aquest tingui elements suficients per elaborar una notícia o qualsevol altre gènere informatiu.
Els periodistes no sempre poden estar presents en el moment en què es desenvolupen els esdeveniments. Molts d'ells no són previsibles i tan sols una casualitat pot fer que el periodista sigui testimoni presencial, com un accident o un atemptat. En el cas d'aquests esdeveniments imprevisibles, o d'altres als quals l'informador no pot accedir fàcilment, el periodista ha de recórrer a les fonts informatives perquè li proporcioni informació sobre els fets.
El periodista pot mantenir un nombre il·limitat de fonts d'un tipus o altre i aquestes poden anar canviant segons els interessos o les preferències del professional. No obstant això, tot periodista ha de seleccionar i jerarquitzar totes aquelles fonts la fiabilitat sigui màxima. D'aquesta manera s'assegurarà l'obtenció d'unes dades correctes i contrastats i, per tant, una informació veraç.

## Interrelació entre el periodista i la font
Les interrelacions entre el periodista i les fonts són analitzades en un estudi elaborat per Walter Giener i Walter Jonson titulat: The City Hall Beat: a study of reporter and sources roles.
Total independència entre la font i el periodista. Hi ha un distanciament entre qui produeix la notícia i qui informa sobre aquesta.
Les fonts i el periodista cooperen. Font i periodista tenen alguns objectius comuns: un necessita que una determinada informació es publiqui i un altre necessita obtenir notícies per satisfer els seus superiors o per vendre més diaris. En determinades ocasions, les fonts filtren una informació que els interessa que aparegui i que els mitjans no es poden resistir a publicar.
La font és la que pràcticament fa la notícia. Seria el cas dels comunicats oficials. A partir de la proliferació dels gabinets de premsa, augmenta l'anomenada "informació convocada" en què la font fa la notícia.
La relació entre el periodista i la font informativa a vegades pot ser motiu de conflicte; el manteniment del secret professional n'és un exemple. La deontologia professional periodística, com a ordre normatiu, intenta regular aquestes relacions.

## L'actitud de la font
L'actitud de la font pot afectar directament a la informació que es vulgui publicar, ja que de l'atribució que es doni a les dades conegudes dependrà, en major o menor grau, la fiabilitat de la informació. És possible diferenciar diversos casos:
- Informació amb atribució directa: el periodista té autorització per nomenar la font. Aquesta és la situació ideal perquè augmenta la credibilitat i compta amb un major valor informatiu.
- Informació amb atribució reservada: és el cas més freqüent. El periodista oculta la identitat de la font. És una fórmula utilitzada per les fonts que ofereixen informació "intoxicada", pel que serà recomanable sospitar d'ella i preguntar-se per la intenció o els interessos de la font.
- Informació amb atribució de reserva obligada: la font no es desvetlla i la informació es publica com a pròpia.
- Off the record: el periodista rep una informació confidencial no publicable. És una informació per a ús exclusiu d'ell; però podrà fer ús d'ella si ha estat verificada per altres fonts.

Borrat assenyala que el paper que duguin a terme les fonts es pot clasificar dins d'un “ampli arc de models d'actuació”, d'acord amb l'actitud que adoptin en front el periodista així com el mitjà:
- Fonts reistents: les que sense bloquejar l'accés a la informació oposen obstacles i resistència.
- Fonts obertes: les que no oposen resistència però no assumeixen la iniciativa.
- Fonts espontànies: les assumeixen la iniciativa d'informar.
- Fonts àvides: les que assumeixen la iniciativa d'informar amb molta intensitat i urgència.
- Fonts compulsives: les que assumeixen la iniciativa d'informar però amb recursos estratègics per comunicar la seva informació.

Castelli ofereix una classificació general quan es refereix a les fonts com “agents intermedis” en l'accés del periodista a la informació. Els divideix en dues categories: informadors passius, testimonis o protagonistes que no tenen un interés actiu en la seva difusió, situació en què el periodista recull directament les dades; i els informadors interessats, vinculats d'alguna manera al fet i tenen interés en la seva difusió, actúen a través de diferents organismes de transmissió de la informació.